# Niculițel
Niculiţel é uma comuna romena localizada no distrito de Tulcea, na região de Dobruja. A comuna possui uma área de 93.67 km² e sua população era de 4515 habitantes segundo o censo de 2007.